# 吹割の滝

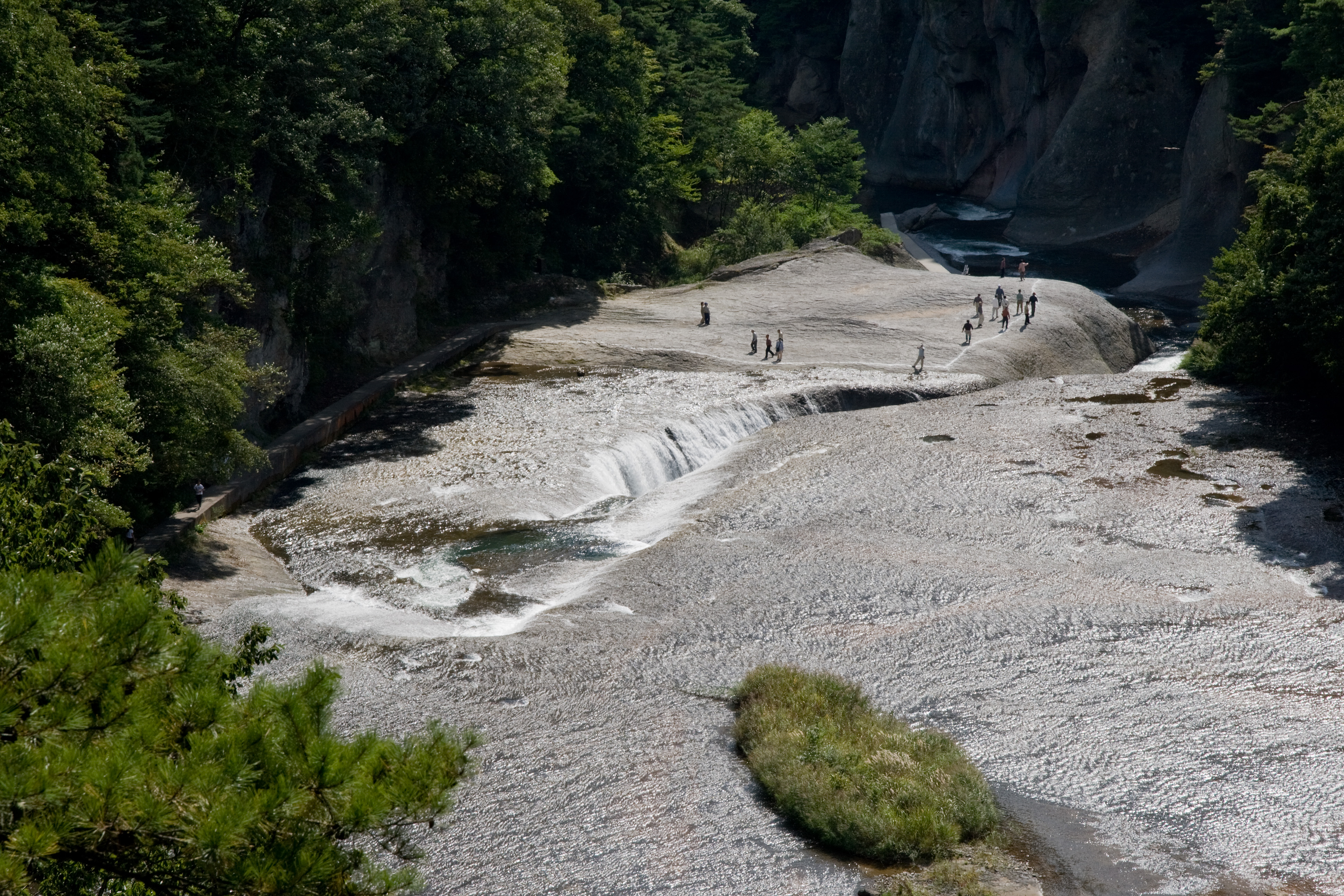
上から見た吹割の滝

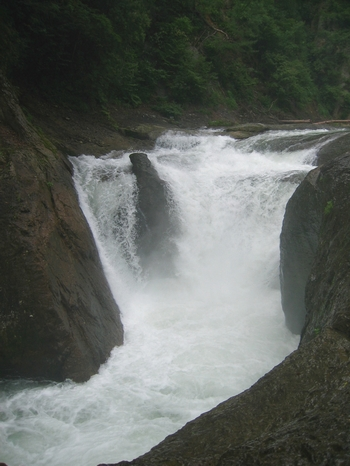
鱒飛の滝

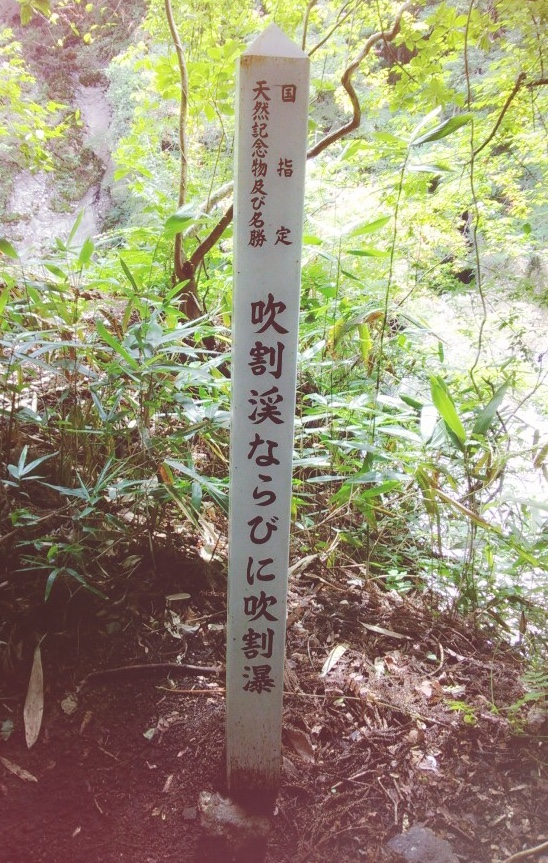
吹割の滝の登録を意味する柱。

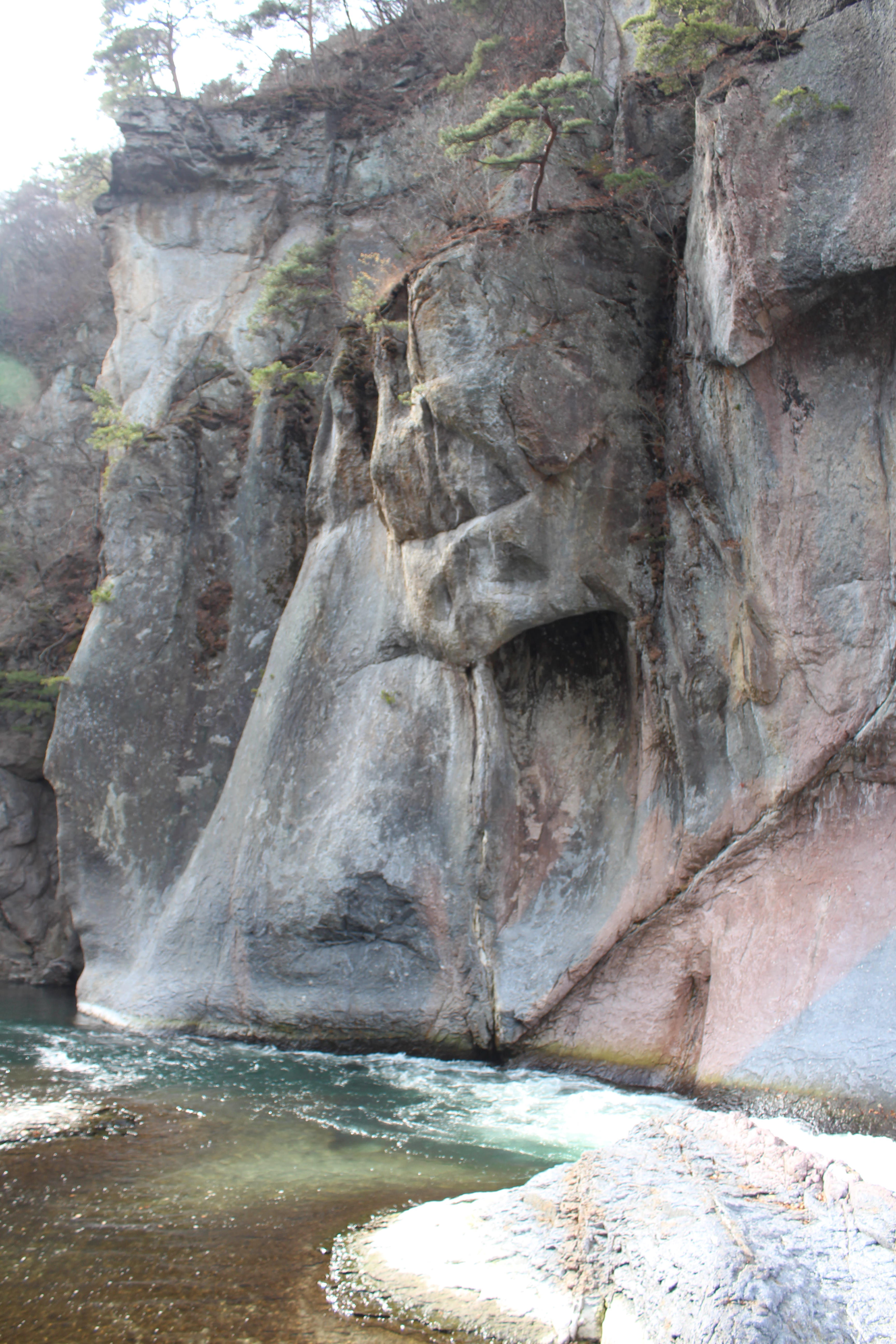
般若岩

吹割の滝（ふきわれのたき）は、群馬県沼田市の片品川にある滝。高さ7メートル、幅30メートル。1936年（昭和11年）12月16日に旧文部省より、「吹割渓ならびに吹割瀑」として天然記念物および名勝に指定されている。2000年（平成12年）のNHK大河ドラマ『葵 徳川三代』のオープニングにも登場した。

## 概要
900万年前に起こった火山の噴火による大規模な火砕流が冷固した溶結凝灰岩が片品川の流れによって侵食されてできたV字谷にかかり、そこに向かって三方から河川が流れ落ちるその姿から「東洋のナイアガラ」と称されている。滝の周辺は約1kmにわたって灰色の岩盤の渓谷となっており、吹割渓谷あるいは片品渓谷とも呼ばれる。上毛かるたでは、「た」の札に「滝は吹割　片品渓谷」として採録されている。
周辺の川床は凝灰岩と花崗岩が連続し、岩質の軟らかい部分が選択的に浸食され、巨岩が吹き割れたように見えることから名付けられた。
吹割の滝は、高さ7メートル、幅30メートルで、溝状の谷の両側から水が勢いよく流れ落ちることから観光地となっている。
この滝の下流側には「鱒飛の滝」がある。高さ8メートル、幅6メートルの滝で、遡上してきた鱒がここを越えることができずに止まってしまうことから、かつては「鱒止の滝」と呼ばれていた。
これらの滝の周辺には般若岩（はんにゃ岩）や獅子岩などの岩壁群がある。川沿いには遊歩道も整備されており、「吹割渓谷遊歩道」の名で、平成6年度手づくり郷土賞（ふるさとを紹介する道）を受賞している。

## 「竜宮の椀」の伝説
昔から吹割の滝の滝壺は龍宮に通じていると言われ、村で祝儀がある度に滝壺にお願いの手紙を投げ入れて龍宮からお椀やお膳を借りていた。ところがある時一組だけ返し忘れてしまい、それ以来二度と膳椀を貸してもらえなくなったという。
日本全国に伝わる『椀貸伝説』の一つであると考えられている。

## 交通アクセス
- 関越自動車道沼田ICから国道120号を東に約20km
- JR沼田駅から関越交通バスで45分「吹割の滝」停留所下車